# Világiak, a Család és az Élet Dikasztériuma
A Világiak, a Család és az Élet Dikasztériuma a Római Kúria egyik hivatala (dikasztériuma), melyet Ferenc pápa 2016. július 4-én hozott létre. Az új dikasztérium 2016. augusztus 15-én jött létre, azzal, hogy a pápa kinevezte vezetőjéül Kevin Joseph Farrell, addigi dallasi püspököt. Működését 2016. szeptember 1-jén kezdte meg. Ferenc pápa Sedula Mater (Gondos Anya) kezdetű motu propriójának rendelkezése szerint e nappal ebbe a szervbe olvad a Pápai Életvédő Akadémia, s a jogutódlással megszűnt Világiak Pápai Tanácsa, illetve Család Pápai Tanácsa.

## A dikasztérium feladatköre
A Világiak, a Család és az Élet Dikasztériuma illetékes az élet és a világi hívek apostolkodása terén, a családok és küldetésük gondozása síkján az isteni szándék szerint illetve az emberi élet védelme és támogatása viszonylatában mindazon kérdésekben, amelyekben az Apostoli Szentszéknek hatásköre van. A dikasztérium célja, hogy  mozdítsa elő és szervezzen nemzetközi találkozókat és egyéb kezdeményezéseket a világiak apostolkodása, a házassági intézmény, a család és az élet terén az egyházi környezetben, továbbá a világiak,  a családi intézmény és az emberi élet emberi és társadalmi körülményeivel kapcsolatosan a társadalmi környezetben.
A dikasztériumot alapításakor három szekcióra osztották, mind a három tagozat élén egy-egy helyettes titkár állt:
- világiak tagozata
- család tagozat
- élet tagozat

A 2018. május 13-án kiadott új statútumával a három különálló tagozatot megszüntették, azóta egységes szervezettel működik tovább. A dikasztérium feladat- és hatásköre érdemben nem változott.

## Vezetése
| Fénykép | Név, beosztás                                     | Országa                   | Kinevezés dátuma    |
| ------- | ------------------------------------------------- | ------------------------- | ------------------- |
|         | Kevin Joseph Farrell bíboros prefektus            | Amerikai Egyesült Államok | 2016. augusztus 15. |
|         | Alexandre Awi Mello Sch.I. titkár                 | Brazília                  | 2017. május 31.     |
|         | Gabriella Gambino altitkár Linda Ghisoni altitkár | Olaszország · Olaszország | 2017. november 7.   |